# Claus Wilcke
Claus Wilcke (Bremen, 12 augustus 1939) is een Duitse acteur en stemacteur.

## Carrière
Na zijn opleiding tot acteur kreeg Claus Wilcke van Albert Lippert zijn eerste toneelverbintenis. Er volgden theaterstukken in Oldenburg, Lübeck, Aken, Hamburg, Frankfurt, Bamberg en München. Zijn filmdebuut had Wilcke in 1958 in de speelfilm Meine 99 Bräute. In de daaropvolgende jaren speelde hij kleine rollen in producties, zoals Via Mala met Gert Fröbe en Freddy und der Millionär met Freddy Quinn. Landelijke bekendheid kreeg hij dankzij de verfilming van de in 1913 voor de eerste maal verschenen roman over de onbezonnen en waaghalzige miljonair Percy Stuart. Wilcke vertolkte de hoofdrol tussen 1969 en 1972 in totaal 52 afleveringen van de gelijknamige tv-serie. Tegenwoordig is hij een graag geziene gast in film- en tv-producties, waaronder SOKO 5113, Der Alte, Die Männer von K3, Sylter Geschichten en Balko. Begin jaren 1980 werkte hij mee aan de Karl May-spelen in Bad Segeberg in de rol van Juan Cortinez in Im Tal des Todes (1980). Ook was hij betrokken bij de Karl May-spelen in Espe als Old Firehand.
Bovendien leent hij sinds 1959 zijn markante stem als stemacteur aan vele internationaal bekende artiesten. Hij synchroniseerde onder andere:
- Warren Beatty: The Roman Spring of Mrs. Stone
- Terry Carter: Battlestar Galactica
- George Hamilton: Love at First Bite
- Rutger Hauer: Mysteries
- Michael Landon: Little House on the Prairie
- Elvis Presley: Acapulco, Blue Hawaii
- Omar Sharif: Lawrence of Arabia
- William Shatner: The Kidnapping of the President

Daarnaast sprak hij talrijke rollen voor hoorspelen, waaronder Koning Julius III in de serie Hui Buh of in luisterboeken, zoals Das verfluchte Haus van Edward Bulwer-Lytton, Der Magnetiseur van Edgar Allan Poe en Sherlock Holmes – Das Haus bei den Blutbuchen van Arthur Conan Doyle. Wilcke is ook spreker bij de eerste aflevering van Planet Erde. Sinds november 2007 was hij te zien in het reclamespotje van Maggi Sonntagssuppe. Van 2011 tot 2012 was hij te zien in de tv-serie Verbotene Liebe. In 2011 had hij een kort gastoptreden in Iron Sky.

## Privéleven
Samen met zijn vierde echtgenote Beate Eckhardt woont Claus Wilcke in Wuppertal. Ook zijn kinderen Nicolas Böll en Alexandra Wilcke zijn beiden acteur.

## Onderscheidingen
- 1970 Bronzen Bravo Otto
- 1971 Bronzen Bravo Otto
- 1972 Gouden Bravo Otto
- 2005 Scharlih – de oudste onderscheiding, verbonden met Karl May, voor zijn werk aan de Karl-May-hoorspelen

## Filmografie

### Als acteur
- 1958: Meine 99 Bräute
- 1959: Verbrechen nach Schulschluß
- 1959: Die Wahrheit über Rosemarie
- 1959: Am Tag, als der Regen kam
- 1960: Lampenfieber
- 1960: Mit 17 weint man nicht
- 1960: …und keiner schämte sich
- 1961: Und sowas nennt sich Leben
- 1961: Via Mala
- 1961: Das Mädchen mit den schmalen Hüften
- 1961: Freddy und der Millionär
- 1962: Café Oriental
- 1962: Der Pastor mit der Jazztrompete
- 1963: Das Kriminalmuseum (tv-serie) – Nur ein Schuh
- 1964: Abenteuerliche Geschichten (televisieserie, 2 afleveringen)
- 1967: Kommissar Brahm (tv-serie) – Herr Wegner schweigt
- 1967: Die Brücke von Remagen (ZDF-televisiespel)
- 1967: Wenn Ludwig ins Manöver zieht
- 1969: Marinemeuterei 1917 (ZDF-televisiespel)
- 1969–1972: Percy Stuart
- 1971: Olympia-Olympia
- 1972: Mit dem Strom
- 1972: Dem Täter auf der Spur - Kein Hafer für Nicolo
- 1975: Beschlossen und verkündet - Vater werden ist nicht schwer
- 1980–1981: I. O. B. – Spezialauftrag (26 afleveringen)
- 1981: St. Pauli-Landungsbrücken (televisieserie, een aflevering)
- 1988: Ein Fall für Zwei - Tödliche Versöhnung
- 1993: Glückliche Reise - Portugal (televisieserie)
- 1995–1996: Jede Menge Leben (televisieserie, 187 afleveringen)
- 1987–1999: Großstadtrevier (5 afleveringen)
- 1993–1995: Sylter Geschichten
- 2001: Alphateam - Die Lebensretter im OP
- 2002: Polizeiruf 110 - Grauzone
- 2005: Pfarrer Braun – Bruder Mord
- 2006: Schiri im Abseits
- 2006: Goldene Zeiten
- 2009: In aller Freundschaft - Der Mann des Lebens
- 2011: Der Bergdoktor - Auf Liebe und Tot
- 2011–2012: Verbotene Liebe
- 2012: Kennen Sie Ihren Liebhaber?
- 2012: Iron Sky
- 2015: Voll Paula!
- 2018-2019: Unter uns (17 afleveringen)
- 2019-2022: Aktenzeichen XY ...ungelöst (2 afleveringen

### Als synchroonspreker

#### Films
- 1939: Voor John Garfield in Daughters Courageous als Gabriel Lopez (synchro in 1962)
- 1947: Voor Robert Cummings in The Lost Moment als Lewis Venable (synchro in 1985)
- 1950: Voor Richard Burton in Waterfront als Ben Satterthwaite (synchro in 1969)
- 1961: Voor Elvis Presley in Blue Hawaii als Chad Gates
- 1961: Voor George Hamilton in By Love Possessed als Warren Winner
- 1979: Voor George Hamilton in Love at First Bite als Graaf Dracula (1e synchro)
- 1988: Voor Michael Been in The Last Temptation of Christ als Johannes
- 1997: Voor Andrew Divoff in Wishmaster als Djinn/ Nathaniel Demerest
- 2005: Voor David Carradine in Brothers in Arms als Driscoll

#### Series
Voor Ian McElhinney in Ripper Street als Theodore P. Swift
- 1987-1990: Voor Ron Perlman als Vincent in Die Schöne und das Biest (televisieserie)

- Gemeinsame Normdatei: 128480580
- International Standard Name Identifier: 0000 0003 7208 3194
- MusicBrainz: a9885569-1cd2-4791-a902-f4bec6af8eb5
- Virtual International Authority File: 77367026
- WorldCat: E39PBJdRvMcDKcjCHTWM3FBF8C